# 伊瓦休基
50°14′58″N 25°25′36″E / 50.24944°N 25.42667°E
伊瓦休基（烏克蘭語：Іващуки），是烏克蘭西北部的村莊，隸屬里夫內州的杜布諾區。該村始建於1855年，面積0.72平方公里，海拔高度220米，2001年人口452，人口密度每平方公里632.2人。